# صفارة إنذار

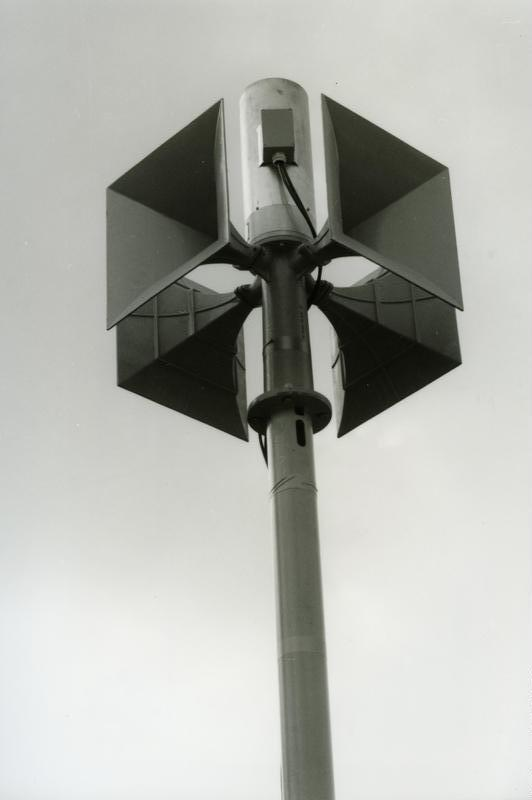
صفارة إنذار

صفارة إنذار، هي أشبه بصافرة ولكن حجمها 10 متر تقريبا فما فوق. تطلق صفارة الإنذار عند وقوع كارثة مثل عند وقوع في حرب أو عند الزلازل أو حتى السيول الغزيرة وفي بعض الدول يتم تجربة الصفارات للحيطة بين كل فترة وفترة.

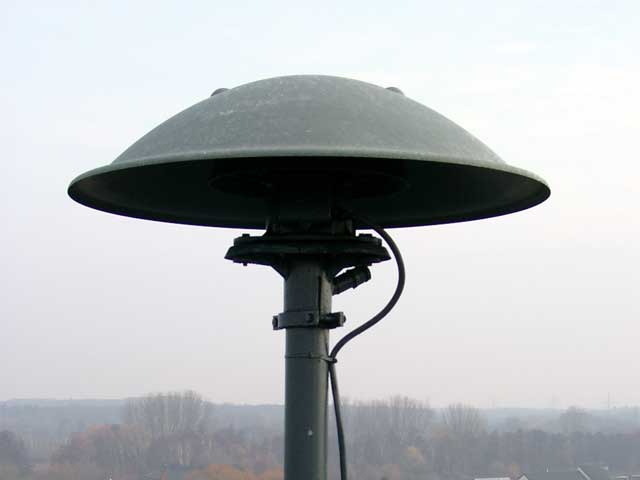
صفارة الإنذار الألمانية (ألماني إي 57)